# Michael Mardorf
Michael Zuckow Mardorf (født 3. september 1962) er en dansk skuespiller.
Mardorf er uddannet fra Skuespillerskolen ved Odense Teater i 1992. 

## Filmografi
- Sort høst (1993)
- Farligt venskab (1995)
- Albert (1998)
- En kærlighedshistorie (2001)

### Tv-serier
- Skjulte spor (2000)